# 하동 정국룡 묘역
하동 정국룡 묘역(河東 鄭國龍 墓域)은 대한민국 경상남도 하동군 적량면 동리에 있는, 고려시대 고종∼충선왕대의 인물인 河東 鄭氏 國龍과 그의 두 아들 芝衍, 蘭衍의 묘로 전해지는 것이다.
2006년 1월 12일 경상남도의 기념물 제261호 하동 동리 방형분로 지정되었다가, 2018년 12월 20일 현재의 명칭으로 변경되었다.

## 개요
이 3기의 방형분묘는 고려 고종∼충선왕대의 인물인 河東 鄭氏 國龍과 그의 두 아들 芝衍, 蘭衍의 묘로 전해지는 것이다. 정국룡(密直公)은 고려 고종대에 匡靖大夫密直副使에 증직된 인물이다.
그의 큰아들 지연(僉議公)은 충렬왕대에 中郞將과 左常侍를 거쳐, 충선왕대에 同知密直司事, 大匡都僉議贊成事 判選部事를 역임한 이로 시호는 文忠公이다. 국룡의 둘째아들 난연(左尹公)은 충렬왕대에 左尹을 역임하였다. 기록상 생물연대는 분명하지 않으나, 활동시기가 분명하므로 묘의 조성 시기는 대체로 13세기 후반 ∼14세기 초에 걸치는 것으로 판단된다.
3기의 방형분 가운데 국룡과 그 둘째아들 난연의 묘는 같은 구릉 상에 상하로 나란하게 배치되어 있는 반면, 큰아들 지연의 묘는 이곳에서 서쪽으로 200m가량 떨어진 곳에 위치한다. 묘의 형태는 할석으로 축조한 계단식의 方形墳이다. 경사면에 위치하고 있기 때문에 뒤쪽의 단 높이가 낮고 앞쪽으로 오면서 점차 높아지도록 처리하였다.
큰아들 지연 묘의 경우 평면 크기가 길이 585cm, 폭 475cm, 전체 높이 220cm이다. 난연의 묘를 제외하고는 주위에 돌담장이 돌려져 있고, 그 외곽의 자연경사면 역시 적절하게 단을 지어서 처리하였다.
일반적인 방형분이 모두 지대석 위에 면석을 세운 다음 갑석을 덮고 그 위에 방대형의 봉토를 올린 데 반해, 이들 3기의 분묘는 피라밋 형태의 3단 석축을 쌓고 그 위에 방대형의 봉토를 올린 것이 특징이다. 특히 3단의 석축은 모두 할석으로 축조하였는데, 최하단이 가장 높고 위로 가면서 점차 낮아진다. 각 단의 상부에는 각기 할석을 돌출되게 얹어 갑석과 같은 효과를 내었다. 각 단은 상부로 올라가면서 점차로 좁아지도록 처리하였는데, 대체로 30cm 정도씩 좁아 지면서 올라가고 있다. 난연의 묘 근처에 있는 석축 일부를 수리한 것 외에는 본래의 상태 그대로 보존되어 있는 듯하였다.
단지 國龍과 芝衍 묘의 좌측에 있는 비석은 1906년에 새로 세운 것이고, 새비골(鰕谷) 마을 입구에 1758년에 후손이 세운 비가 서 있다. 한편 1709년(숙종 35년)에 간행된 『河東鄭氏世譜』에 그려진 밀직공의 墓圖로 보아, 이 묘의 피장자에 대해서는 후손들이 익히 알고 있었던 것으로 판단된다.

## 참고 문헌
- {{문화재청 문화재|23,02610000,38}